# Мікеле Ріондіно
Міке́ле Ріонді́но (італ. Michele Riondino; нар. 14 березня 1979, Таранто, Апулія, Італія) — італійський актор.

## Життєпис
Мікеле Ріондіно народився 14 березня 1979 в Таранто, що в італійській області Апулія. Навчався в Національній академії драматичного мистецтва в Римі, яку закінчив у 2000 році та почав працювати в театрі. Дебютував на телебаченні у серіалі «Поліцейський відділок», у якому був присутнім протягом трьох сезонів з 2003 по 2005 рік.
За час своєї акторської кар'єри на телебаченні і в кіно Мікеле Ріондіно знявся у майже 40-а кіно-, телефільмах та серіалах. Акторська майстерність Ріондіно була відзначена низкою нагород на престижних міжнародних кінофестивалях, зокрема на Берлінському та Венеційському МКФ. Також він неодноразово був номінований на здобуття таких національних кінопремій як «Давид ді Донателло» та «Срібна стрічка» Італійського національного синдикату кіножурналістів.
У 2018 році Мікеле Ріондіно виступив ведучим 75-го Венеційського міжнародного кінофестивалю.

## Фільмографія
| Рік  |    | Українська назва                  | Оригінальна назва                            | Роль                               |
| ---- | -- | --------------------------------- | -------------------------------------------- | ---------------------------------- |
| 2000 | с  | Поліцейський відділок             | Distretto di polizia                         | Даніеле                            |
| 2003 | ф  | Чоловіки і жінки, правда і брехня | Uomini & donne, amori & bugie                | Емануеле                           |
| 2006 | с  | Чорна стріла                      | La freccia nera                              | Тадзіо                             |
| 2008 | ф  | Принцеса                          | Principessa                                  | П'єтро                             |
| 2008 | ф  | Минуле — чужа земля               | Il passato è una terra straniera             | Франческо                          |
| 2008 | ф  | Права людини для усіх             | All Human Rights for All                     | Militare di leva (епізод «Art. 5») |
| 2009 | ф  | Фортапаш                          | Fortapàsc                                    | Ріко                               |
| 2009 | ф  | Десять зим                        | Dieci inverni                                | Сільвестро                         |
| 2010 | ф  | Ми вірили                         | Noi credevamo                                | Саверіо                            |
| 2010 | ф  | Генрі                             | Henry                                        | Джанні                             |
| 2011 | ф  | Пливуть хмари                     | Qualche nuvola                               | дон Франко                         |
| 2011 | с  | Секрет води                       | Il segreto dell'acqua                        | Бласко Сантокастро                 |
| 2011 | ф  | Промах                            | Gli sfiorati                                 | Даміано                            |
| 2012 | с  | Молодий Монтальбано               | Il giovane Montalbano                        | Сальво Монтальбано                 |
| 2012 | ф  | Сталь                             | Acciaio                                      | Алессіо                            |
| 2012 | ф  | Спляча красуня                    | Bella addormentata                           | Роберто                            |
| 2013 | кф | Затамувавши подих                 | Con il fiato sospeso                         | Емануело                           |
| 2014 | ф  | Неймовірна молода людина          | Il giovane favoloso                          | Антоніо Раньєрі                    |
| 2015 | ф  | Чудовий Боккаччо                  | Maraviglioso Boccaccio                       | Ґуіскардо                          |
| 2015 | тф |                                   | Pietro Mennea: La freccia del Sud            | П'єтро Паоло Меннеа                |
| 2016 | ф  | Не залишаючи сліду                | Senza lasciare traccia                       |                                    |
| 2016 | ф  | І цілий світ між нами             | La ragazza del mondo                         | Ліберо                             |
| 2016 | кф |                                   | Merry Go Round                               |                                    |
| 2017 | ф  | Яструби                           | Falchi                                       | Франческо                          |
| 2017 | ф  | Діва!                             | Diva!                                        | Джорджо Стрелер                    |
| 2017 | ф  | Ми залишаємося друзями            | Restiamo amici                               |                                    |
| 2018 | тф |                                   | La mossa del cavallo: c'era una volta Vigata | Джованні Бовара                    |

## Визнання
| Нагороди та номінації Мікеле Ріондіно (Список не є вичерпним) | Нагороди та номінації Мікеле Ріондіно (Список не є вичерпним) | Нагороди та номінації Мікеле Ріондіно (Список не є вичерпним) | Нагороди та номінації Мікеле Ріондіно (Список не є вичерпним) |
| Рік                                                           | Категорія                                                     | Фільм                                                         | Результат                                                     |
| ------------------------------------------------------------- | ------------------------------------------------------------- | ------------------------------------------------------------- | ------------------------------------------------------------- |
| Римський кінофестиваль                                        |                                                               |                                                               |                                                               |
| 2008                                                          | Нагорода L.A.R.A.                                             | Минуле — чужа земля                                           | Перемога                                                      |
| Італійський національний синдикат кіножурналістів             |                                                               |                                                               |                                                               |
| 2009                                                          | Срібна стрічка найкращому акторові другого плану              | Минуле — чужа земля                                           | Номінація                                                     |
| 2010                                                          | Премія Гульєльмо Бірагі                                       | Десять зим                                                    | Перемога                                                      |
| 2009                                                          | Срібна стрічка року                                           | Ми вірили                                                     | Номінація                                                     |
| 2012                                                          | Срібна стрічка найкращому акторові другого плану              | Промах                                                        | Номінація                                                     |
| 2013                                                          | Срібна стрічка найкращому акторові другого плану              | Спляча красуня та Сталь                                       | Номінація                                                     |
| 2017                                                          | Срібна стрічка найкращому акторові                            | І цілий світ між нами                                         | Номінація                                                     |
| Маямський кінофестиваль                                       |                                                               |                                                               |                                                               |
| 2009                                                          | Найкращий актор — Спеціальна згадка                           | Минуле — чужа земля                                           | Перемога                                                      |
| Берлінський міжнародний кінофестиваль                         |                                                               |                                                               |                                                               |
| 2010                                                          | Премія Висхідна зірка                                         | Премія Висхідна зірка                                         | Перемога                                                      |
| Венеційський міжнародний кінофестиваль                        |                                                               |                                                               |                                                               |
| 2012                                                          | Нагорода Premium Cinema Talent                                | Нагорода Premium Cinema Talent                                | Перемога                                                      |
| 2016                                                          | Премія Пазінетті                                              | Мирська дівчинка                                              | Перемога                                                      |
| Премія «Золота хлопавка»                                      |                                                               |                                                               |                                                               |
| 12015                                                         | Найкращий актор другого плану                                 | Неймовірна молода людина                                      | Номінація                                                     |
| Премія «Золотий глобус» (Італія)                              |                                                               |                                                               |                                                               |
| 2017                                                          | Найкращий актор                                               | І цілий світ між нами                                         | Номінація                                                     |
| Премія «Давид ді Донателло»                                   |                                                               |                                                               |                                                               |
| 2017                                                          | Найкращий актор                                               | І цілий світ між нами                                         | Номінація                                                     |